# Samsung Galaxy Tab 4 7.0

## Megjelenés ideje
A Samsung Galaxy Tab 4 táblagép sorozat 2014 májusában jelent meg háromféle modellel: 7.0, 8.0, 10.1.

## A Samsung Galaxy Tab 4 7.0 típusai
- SM-T230 Wi-Fi
- SM-T231 3G + Wi-Fi
- SM-T235 4G/LTE + Wi-Fi

## Műszaki jellemzők
CPU
- Marvell ARMADA Mobile PXA1088 – 1,2 GHz Quad-Core ARM Cortex-A7, 28 nm (SM-T230, SM-T231)
- Samsung Exynos 3470 – 1.4 GHz Quad-Core Cortex-A7 (SM-T235)

GPU
- Vivante GC1000 – Dual-Core 600 MHz (SM-T230, SM-T231)
- Mali-400MP4 – Dual-Core 450 MHz (SM-T235)

RAM: 1,5 GB LP-DDR2
ROM: 8 GB, microSD kártyával bővíthető
Operációs rendszer: Android 4.4.2 (KitKat)
Kijelző
- méret: 7" (177,7 mm)
- felbontás: 1280*800 (WXGA) TFT
- színmélység: 16777216
- pixelsűrűség: 216 ppi

Kamera
- fő kamera: CMOS 3,2 MP, videorögzítés 1280*720 (HD) felbontásban 30 képkocka/másodperc
- elülső kamera: CMOS 1,3 MP, videorögzítés 640*480 felbontásban

Helymeghatározás: GPS, Glonass
Wi-Fi: 802.11 a/b/g/n 2.4+5GHz
Bluetooth: v4.0
Szenzorok: gyorsulásmérő
Méretek: 186,9 x 107,9 x 9 mm
Súly: 216 g
Akkumulátor kapacitás: 4000 mAh